# BAP Velarde (CM-21)
La corvette lance-missiles BAP Velarde (CM-21)  est la première unité des six corvettes de classe PR-72P construite à Villeneuve-la-Garenne par la Société Française de Construction Navale (SFCN)

## Historique
Sa construction pour la marine péruvienne a été commandée aux chantiers navals de Lorient, France et construit par la Société française de construction navale de Villeneuve-la-Garenne.
Le drapeau péruvien a été levé à bord de ce navire de guerre et mis en service dans la marine péruvienne le 25 juillet 1980, rejoignant immédiatement l' escadre péruvienne dans la mer de Grau et effectuant une série de tests durant son voyage vers le port d'El Callao.
Son nom est dû au second lieutenant de la marine péruvienne Jorge Enrique Velarde, héros de la Guerre du Pacifique (1879-1884), qui a combattu à bord du monitor Huáscar , lors de la Bataille navale d'Iquique le 21 mai 1879 .
Ce jeune homme, qui travaillait comme officier des transmissions sur le pont lors de l'approche du Huáscar vers la Esmeralda, a reçu le feu nourri des fusils chiliens et de nombreuses bombes à main. Il fut la seule personne tuée du côté péruvien au cours de ce combat. Selon certains, il a été tué alors qu'il tentait de contenir l'approche du capitaine de frégate Arturo Prat et du sergent Juan de Dios Aldea Fonseca. D'autres versions indiquent qu'il a péri face à l'approche du sous-lieutenant Ignacio Serrano.

## Galerie

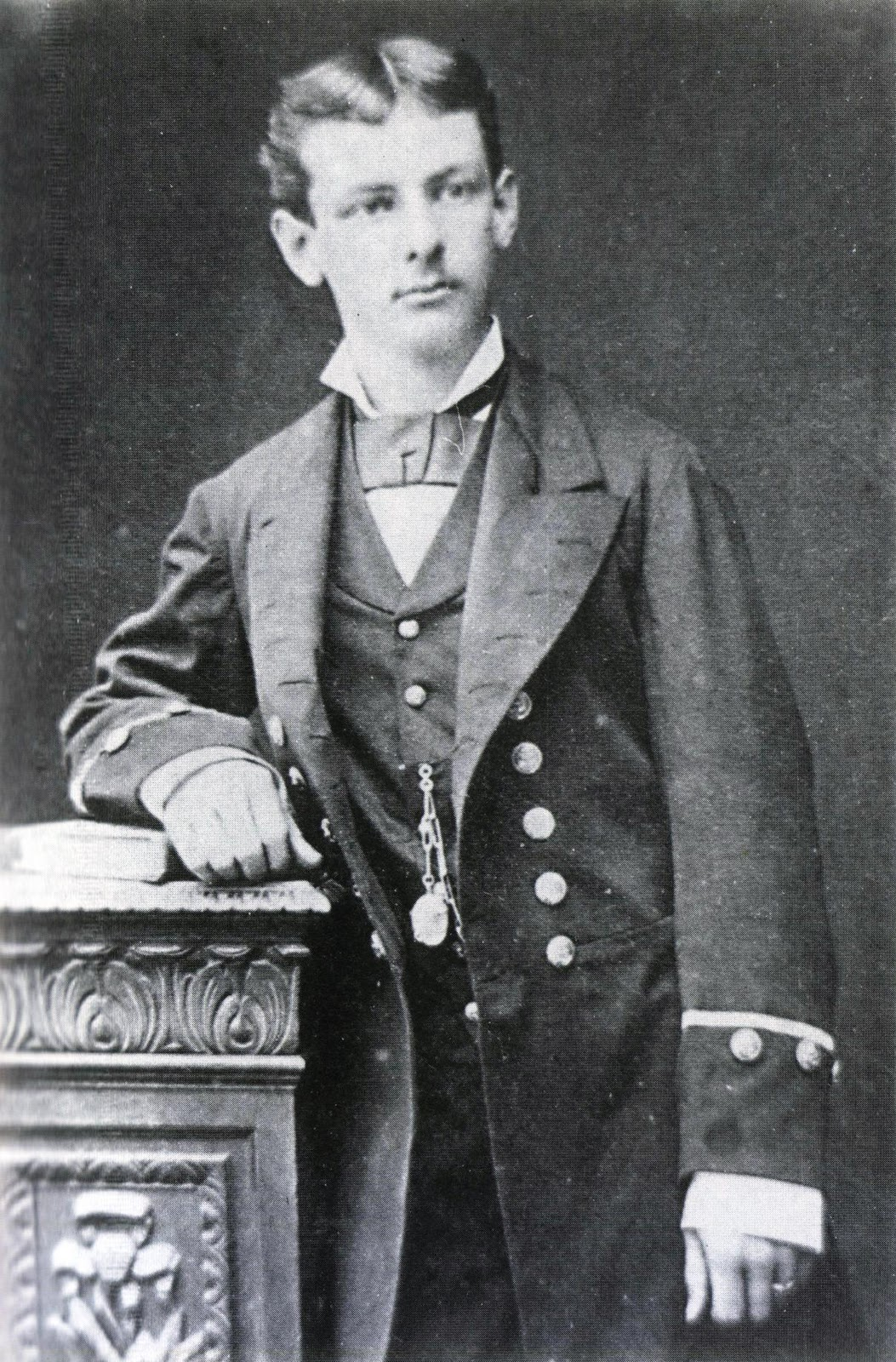
Jorge Enrique Velarde
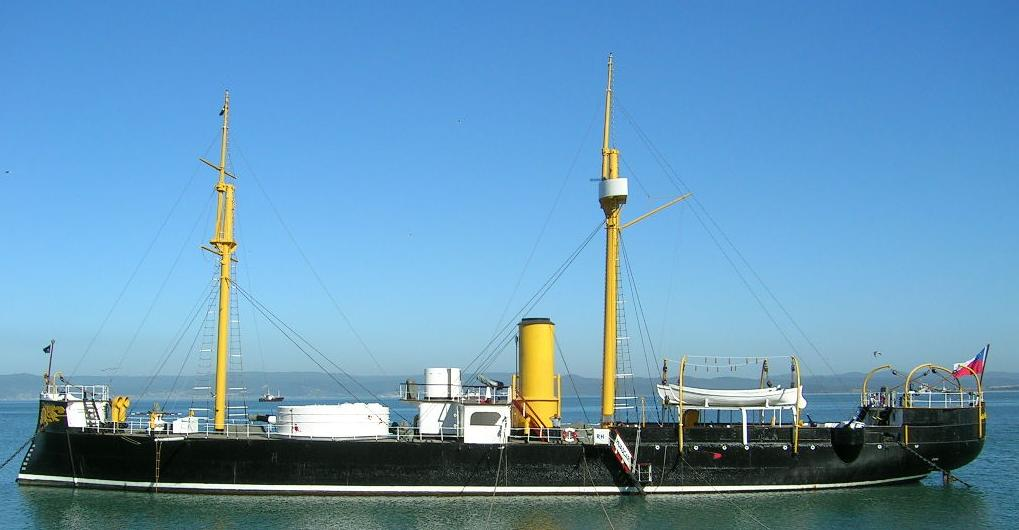
Monitor Huáascar
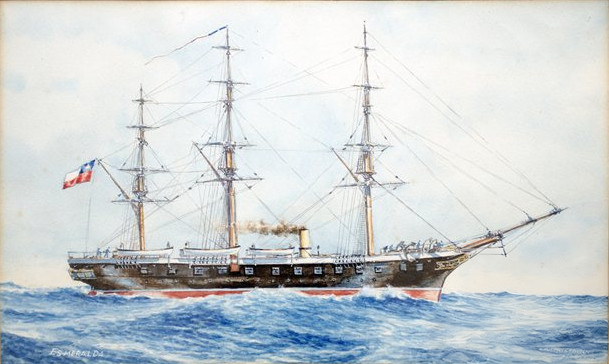
Corvette Esmeralda